# 道の駅大山恵みの里

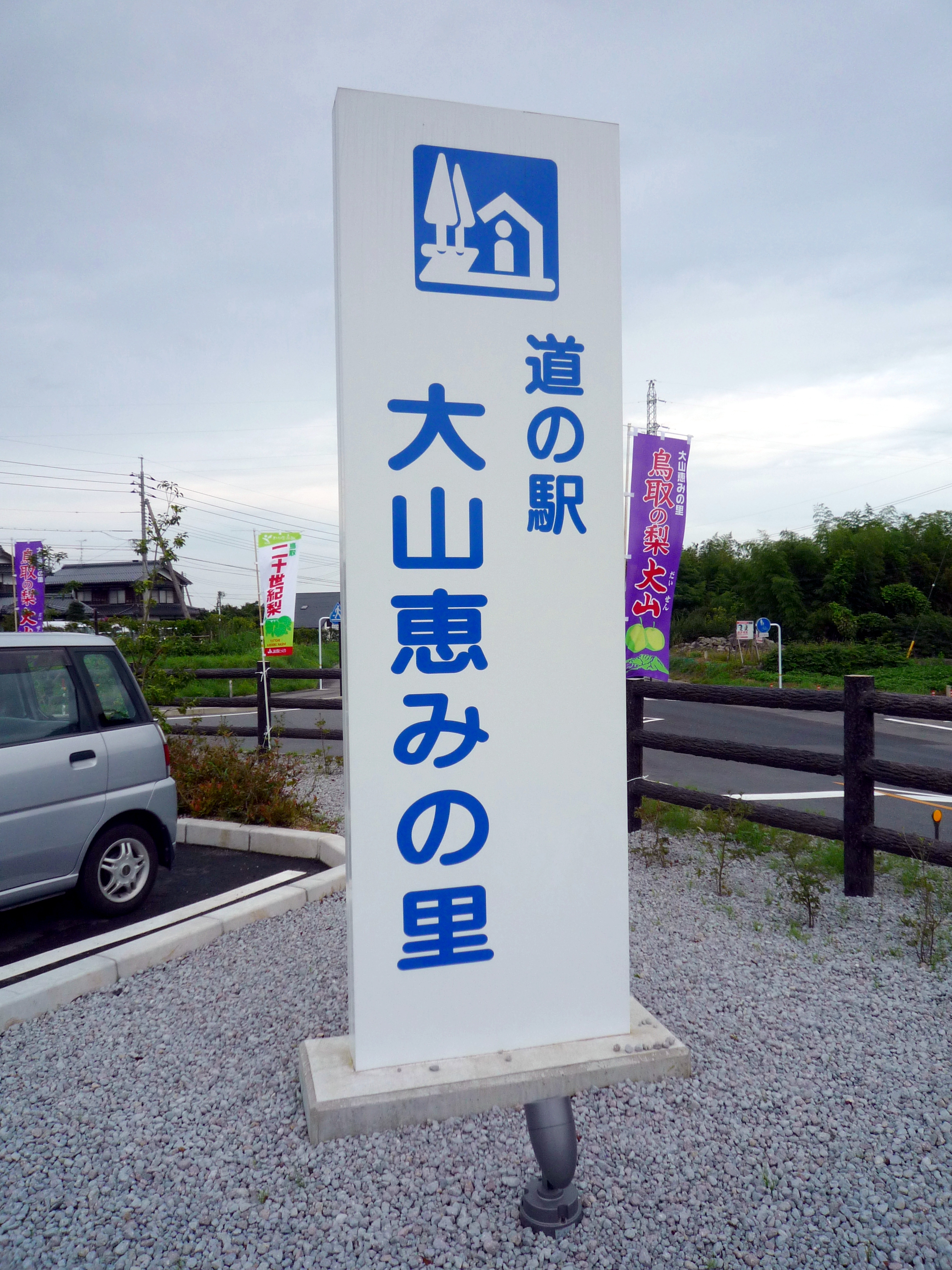
駅名標

道の駅大山恵みの里（みちのえき だいせんめぐみのさと）は、鳥取県西伯郡大山町にある鳥取県道240号旧奈和西坪線の道の駅である。

## 施設
- 駐車場
  - 普通車：62台
  - 大型車：14台
  - 二輪車：6台
  - 身障者用：3台
- トイレ
  - 男：大 5器（洋式のみ）・小 13器
  - 女：15器（洋式のみ）
  - 身障者用：3器（オストメイト対応）
- 公衆電話：1台
- 情報コーナー
- レストラン 地産ランチ&カフェ 大山きゃらぼく（9:30 - 17:00・季節変更有り）
- 売店（9:00 - 18:00・変更有り）
- 授乳室
- 休憩所
- 電気自動車用急速充電器（24時間）

## 休館日
- 年中無休

## アクセス
- 鳥取県道240号旧奈和西坪線 - 登録路線
- E9 山陰自動車道 名和IC

## 周辺
- 大山隠岐国立公園
- 名和総合運動公園

## 隣
E9 山陰自動車道
(12-1) 中山IC - (13) 名和IC/名和PA/道の駅大山恵みの里 - (14) 大山IC